# 麦斯·高飞
麦克斯·高孚（英語：Max Goof），是迪士尼经典动画人物之一，本名麥克斯米利安·高孚（英語：Maximillian Goof），是高飞狗（英語：Goofy Goof）的儿子。出場時的年紀約為11歲至其上大學為止，他以這名首次在1992年的「高飛家族」電視系列影集中出現，在之前1942年的影集裡的名字是小高飛（英語：Goofy Jr.）或稱為二世（英語：Junior）。後又在1995年和2000年的電影中出現。他在影集中與同班同學，皮特的兒子皮傑（或譯作小皮特）是好搭檔般的朋友。在電視中配音的是Dana Hill。